# Glomel
Glomel (bret. Groñvel) – miejscowość i gmina we Francji, w regionie Bretania, w departamencie Côtes-d’Armor.
Według danych na rok 1990 gminę zamieszkiwało 1457 osób, a gęstość zaludnienia wynosiła 18 osób/km² (wśród 1269 gmin Bretanii Glomel plasuje się na 431. miejscu pod względem liczby ludności, natomiast pod względem powierzchni na miejscu 8.).